# Atarba merita
Atarba merita là một loài ruồi trong họ Limoniidae. Chúng phân bố ở vùng Tân nhiệt đới.